# Parafia św. Idziego Opata w Tarczku
Parafia Świętego Idziego Opata – parafia rzymskokatolicka w Tarczku. Należy do dekanatu bodzentyńskiego diecezji kieleckiej. Mieści się pod numerem 97. Założona w 1067 roku.

## Zasięg parafii
Do parafii w 1984 roku należeli wierni z następujących miejscowości: Tarczek, Grabków (7 rodzin) i Śniadka.  W 2005 roku parafia liczyła 1065 wiernych.